# Trần Văn Công (cầu thủ bóng đá)
Trần Văn Công (sinh ngày 15 tháng 2 năm 1999) là một cầu thủ bóng đá người Việt Nam đang thi đấu ở vị trí tiền vệ phòng ngự cho câu lạc bộ Thép Xanh Nam Định.

## Sự nghiệp câu lạc bộ
Ngày 9 tháng 4 năm 2022, tại vòng 1/8 Giải bóng đá Cúp Quốc gia 2022, anh thực hiện không thành công quả phạt đền thứ ba và là nguyên nhân chính dẫn đến việc Hồng Lĩnh Hà Tĩnh bị loại trên sân Pleiku của Hoàng Anh Gia Lai.

## Sự nghiệp quốc tế
Tháng 6 năm 2022, Trần Văn Công tham dự Cúp bóng đá U-23 châu Á 2022 và được thi đấu 1 trận gặp U-23 Malaysia.

## Danh hiệu
Hồng Lĩnh Hà Tĩnh
- V.League 2: 2019

Thép Xanh Nam Định
- V.League 1: 2023–24